# Heddaprisen
De Heddaprisen (Hedda-prijs) is een Noorse theaterprijs die sinds 1998 jaarlijks wordt uitgereikt. De prijs werd vernoemd naar het karakter "Hedda" uit Henrik Ibsen's toneelstuk Hedda Gabler. 
De verantwoordelijke voor de organisatie is de Norsk teater- og orkesterforening (NTO) in samenwerking met het Norsk teaterlederforum (NTLF) en het Haakon Mehrens fond, ter herdenking van Aksel Waldemar Johannessen. De prijzen worden uitgereikt in verschillende categorieën, die doorheen de jaren varieerden, waaronder de beste theaterproductie, beste regie, beste theatervoorstelling en soms een ereprijs. Voor elke categorie worden telkens drie kandidaten genomineerd, behalve bij de Hedda-prijs voor beste debutant, die wordt bekendgemaakt tijdens de ceremonie zelf. 
De winnaars krijgen een beeldje, ontworpen door beeldhouwster Nina Sundbye. Het beeldje toont Hedda Gabler met een pistoolgreep als voet. De debutante van het jaar ontvangt een beurs. De prijsuitreiking had sinds 2005 in september plaats in de foyer van het Nationaltheatret en vanaf 2011 in Det Norske Teatret.
Ontvangers van de ereprijs waren Wenche Foss (in 2002), Jon Fosse (2003), en Toralv Maurstad en Espen Skjønberg (beiden in 2005).